# 馬偉明 (工程師)
马伟明（1960年4月6日—），江苏扬中人，中国舰船动力与电气工程专家，工学博士，中国工程院机械与运载工程学部院士，中国人民解放军海军少将军衔。中国人民解放军海军工程大学教授、博士生导师、电力电子技术研究所所长、舰船综合电力技术国防科技重点实验室主任。中共十六大代表、中共第十八、十九届中央候补委员，十九届中央委员（四中全会递补），第九、十一、十二、十三届全国人大代表。
馬偉明參與並主導了將用於003型航空母艦的電磁彈射器相關技術，和艦載電磁砲的研製。他领导了中国海军航母全电推进和电磁弹射器研制项目，被誉为“中国电磁弹射技术之父”。

## 生平
1978年考入中国人民解放军海军工程大学电气工程专业，先后获得工学学士学位和硕士学位，清华大学电机工程专业工学博士学位。1985年加入中国共产党。1994年破格晋升教授，1998年成为博士生导师。2001年当选中国工程院院士，时为最年轻的中国工程院院士。2002年晋升海军少将军衔。

## 社会兼职
2016年6月，当选中国科协第九届全国委员会副主席。
2017年10月，中国共产党第十九次全国代表大会上当选中国共产党第十九届中央委员会候补委员。2019年10月，他在中共十九届四中全会上被递补为中共中央委员。

## 学术贡献
马伟明长期致力于独立发供电系统研究，创建并发展十二相发电机整流供电系统的基础理论体系，攻克系统中稳定性预测、固有振荡抑制、复合故障诊断、短路保护等国内外长期未解决的关键技术难题（德国有关公司购买其稳定装置专利），研制出具有国际先进水平的十二相发电机整流供电系统，已装备应用，获2000年度国家科技进步一等奖（第一名）。提出三相/十二相双绕组电力集成新原理，据此研制出艇用交直流混合发供电系统。在独立电力系统电磁传导干扰预测理论和抑制技术上取得突破，完成了运载工具不同供电系统电磁兼容研制。

## 奖项和荣誉
曾荣膺国家科技进步一等奖、“中国发明创业奖”特等奖、“军队专业技术重大贡献奖”、“优秀科技青年创业奖”、“求是杰出青年实用工程奖”、“何梁何利奖”；获授全国十大“杰出专业技术人才”、“国家有突出贡献的中青年专家”和“当代发明家”荣誉称号。
2017年7月，中央军委主席习近平签署命令，授予马伟明等10位同志“八一勋章”。2017年7月28日，中央军委颁授“八一勋章”和授予荣誉称号仪式在北京八一大楼举行，中共中央总书记、国家主席、中央军委主席习近平向马伟明等10位“八一勋章”获得者颁授勋章和证书。这是“八一勋章”首次颁授。马伟明同时获授“心系强军、锐意创新的科研先锋”荣誉称号。

## 著作
馬偉明曾出版专著2部，在国内外核心期刊上发表学术论文110篇。以下列表不完全：
- 馬偉明; 魯軍勇. . 國防科技大學學報 (中國人民解放軍國防科技大學). 2016, (06): 1–5.[]
- 馬偉明. . 電工技術學報 (中国电工技术学会). 2011, (05)  [2020-10-04]. （原始内容存档于2020-10-09）.
- 馬偉明. . 兵器知識 (中國兵工學會). 2011, (03): 17–20.[]
- 馬偉明、肖飛. . 中國工程科學 (中國工程院). 2011, (01).[]
- 馬偉明. . 海軍工程大學學報 (中國人民解放軍海軍工程大學). 2002, (06): 1–5  [2020-10-04]. （原始内容存档于2020-10-09）.
- 馬偉明. . 中國工程科學 (中國工程院). 2002, (12): 53–59  [2020-10-04]. （原始内容存档于2020-10-09）.
- 趙文春、馬偉明、胡安. . 船電技術 (武汉船用电力推进装置研究所、中国造船工程学会轮机学术委员会). 2001, (01): 1–5  [2020-10-04]. （原始内容存档于2020-10-09） （中文（中国大陆））.